# Zakhara
Zakhara va ser un dels regnes elamites, situat probablement al sud de Warakshe, que és esmentat cap a l'any 2075 aC. Aquest regne, i d'altres regnes propers, agrupava una certa quantitat de ciutats amb uns dirigents que eren governadors o reis segons els llocs. Aquestes regions estaven confederades, i les dirigia el regne més poderós, segurament en aquella època Awan.